# Narcisse Quellien
Narcisse Quellien (en bretó Narsis Kellien) (La Roche-Derrien, Costes del Nord, 1848- París, 1902), era un escriptor i etnògraf bretó, amic d'Ernest Renan i François-Marie Luzel i autor dels poemes Annaïk (1880), Kan ar c'hloarek, Ann hini goz, Ar Rouzik kemener, An Durzunel i Breiz (1898), així com els estudis L'argot des nomades en Basse-Bretagne (1886) i Le Tunodo. Un exemple d'argot breton (1885) amb Émile Ernault, Alain Le Diuzet i Ernest Le Barzic. Considerat un gran estudiós, va morir de resultes de les ferides en un accident de trànsit.

## Obra publicada
- Annaïk - poésies bretonnes, Paris, Fischbacher, 1880. Préface par Ernest Renan
- Rapport sur une mission en Basse-Bretagne ayant pour objet d'y recueillir les mélodies populaires, Paris, Imprimerie nationale, 1883
- Un argot de Basse-Bretagne, in Revue de Linguistique, imprimerie de G. Jacob, janvier 18851885
- Loin de Bretagne, Paris, A. Lemerre, 1886
- L'argot des nomades en Basse-Bretagne, Paris, J. Maisonneuve et Ch. Leclerc, éditeurs, 1886 (réédition : Skol Vreizh, 2004)
- Bardit lu sur la tombe de Brizeux au cimetière du Carnel lors de l'inauguration du monument élevé au poète breton, le Plantilla:Date-, à Lorient, Paris, A. Lemerre, 1888
- Chansons et danses des Bretons, Paris, J. Maisonneuve et Ch. Leclerc, éditeurs, 1889 (réimpression : Slatkine, 1981)

- Prix Montyon 1889 de l'Académie française
- La Bretagne Armoricaine, Paris, J. Maisonneuve, 1890
- Perrinaïc, une compagne de Jeanne Darc. Gwerz, cantilène, Paris, Fischbacher, 1891
- Ernest Renan, 1823-1892, Paris, Larousse, 1892
- Bretons de Paris, Paris, Paul Ollendorff, 1893
- Lettre-préface à : H. et G. Dubouchet, Zig-Zags en Bretagne, Paris, Lethielleux, 1894
- Breiz - poésies bretonnes, Paris, J. Maisonneuve, 1898

- Prix Montyon 1898 de l’Académie française
- Contes et nouvelles du Pays de Tréguier, Paris, J. Maisonneuve, libraire-éditeur, 1898 (réédition : La Découvrance, 2005)ç